# Marian Le Cappellain
Marian Le Cappellain, née le 23 mai 1851 à Saint-Aubin (Jersey) et morte le 7 janvier 1923 dans le 16e arrondissement de Paris, est une enseignante anglo-normande qui établit un des premiers lycées pour l'éducation des filles au Costa Rica.

## Biographie
Marian Le Cappellain est née en 1851 à Jersey. Elle étudia à Guernesey, puis elle alla en Angleterre pour continuer sa formation en lettres classiques à York.
En 1872, elle part avec sa sœur, Ada, au Costa Rica pour travailler comme gouvernante au service du docteur José María Montealegre, ancien président du pays, après avoir quitté un poste similaire pour Rafael Zaldívar, un homme politique salvadorien qui allait plus tard devenir le président d'El Salvador.
Marian et sa sœur fondèrent d'abord une école privée, et donnèrent des cours d'anglais à San José, jusqu'en 1886, date à laquelle Marian retourna en Europe.  
Sa sœur épousa le Costaricien Mauro Fernández Acuña (en), ministre de l'Éducation à partir de 1885, et qui offrit à Marian en 1888 un contrat avec l'État du Costa Rica pour créer un établissement d'éducation pour filles appelé en espagnol Colegio Superior de Señoritas. À son retour, elle travailla dans l'organisation de l'institution, notamment le recrutement des enseignants, la conception des cours et même de l'enseignement en anglais et des classes de science. Elle conçut une organisation ouverte par le mérite à toutes les classes sociales, les races, les religions et ajouta plus tard une école maternelle annexe à l'école secondaire.
En 1913, elle participa de l'initiative nationale La Gota de Leche, basée sur des actions similaires à celui de La Goutte de lait en France, qui visa à fournir du lait aux enfants défavorisés ainsi que l'éducation aux mères sur l'importance d'une bonne nutrition et la promotion de l'allaitement maternel.
Finalement, après avoir dirigé pendant vingt ans le Colegio Superior de Señoritas, Marian Le Cappellain quitta le Costa Rica en 1908 pour des raisons de santé et retourna en Europe. Elle mourut à Paris en 1923.
Sa dépouille fut ramenée au Costa Rica, au cimetière général de San José.